# Ці Їн (спортивний стрілець)
Ці Їн (спрощ.: 齐迎; кит. трад.: 齊迎; 23 січня 1997, Цзибо) — китайський стрілець, срібний призер Олімпійських ігор 2024 року.

## Виступи на Олімпіадах
| Олімпіада  | Дисципліна | Місце |
| ---------- | ---------- | ----- |
| Париж 2024 | трап       | 2     |

## Зовнішні посилання
- Ці Їн (спортивний стрілець) на сайті ISSF (англійська)